# Weierhof (Bolanden)
Der Weierhof ist ein Ortsteil von Bolanden im rheinland-pfälzischen Donnersbergkreis.
Der Ort ist vor allem bekannt für das gleichnamige Gymnasium.

## Geographie

### Lage
Der Weierhof befindet sich 2 km südöstlich der Kerngemeinde in unmittelbarer Nähe der Nachbargemeinde Marnheim, von der er durch die Bundesautobahn 63 getrennt ist. Der Bolanderhof liegt nördlich des Ortes.

### Gewässer
Die Ortslage wird von Gerbach und Hofwiesbach, örtlich Stinkus genannt, in Richtung Pfrimm entwässert. 

## Geschichte
Es gibt Hinweise auf eine spätrömische Vergangenheit des Weierhofs. Die ältesten Überlieferungen einer unter Verwaltung des Königshofes zu Albisheim stehenden Siedlung namens Willare stammen aus der Zeit um 760. Diese Siedlung wurde, gemeinsam mit Albisheim und weiteren Orten, 835 von Ludwig dem Frommen an das Kloster Prüm verschenkt.
1122 gehörte der Weierhof als Landwirtschaftsbetrieb zum Stiftungsgut des nahen Klosters Hane, welches sein Gründer, Werner I. von Bolanden, dem Konvent schenkte. Dies führte zu einem Rechtsstreit mit dem Kloster Prüm. Damals existierte dort auch eine vom Kloster versorgte Kapelle. Nach Auflösung des Haner Konvents, um 1545, gelangte der Weierhof an weltliche Besitzer.
Kurfürst Karl I. Ludwig (Pfalz) erlaubte 1664 den aus der Schweiz vertriebenen Mennoniten die Neuansiedlung auf dem Weierhof.
Nach 1792 hatten französische Revolutionstruppen die Region besetzt und nach dem Frieden von Campo Formio (1797) annektiert. Von 1798 bis 1814 gehörte der Ort zum französischen Departement Donnersberg und war dem Kanton Kirchheim zugeordnet.
Aufgrund der auf dem Wiener Kongress (1815) getroffenen Vereinbarungen und einem Tauschvertrag mit Österreich kam die Region 1816 zum Königreich Bayern. Ab 1818 war die Gemeinde Bolanden, zu der die Siedlung gehörte, dem Landkommissariat Kirchheim im bayerischen Rheinkreis, später dem Bezirksamt Kirchheimbolanden zugeordnet.
Der Mennonitenprediger Michael Löwenberg gründete 1867 eine „höhere Lehr- und Erziehungsanstalt für Jungen aller Konfessionen“, den Vorläufer des heutigen Gymnasiums.
Im Jahr 1928 hatte der Ort 100 Einwohner, die in 15 Wohngebäuden lebten.
Ab 1939 war der Ort Bestandteil des Landkreises Kirchheimbolanden. Nach dem Zweiten Weltkrieg wurde Bolanden, und damit der Weierhof, innerhalb der französischen Besatzungszone Teil des damals neu gebildeten Landes Rheinland-Pfalz.
Nach dem Einmarsch der Amerikaner 1945 werden die Schulgebäude beschlagnahmt und ab 1947 als Kaserne verwendet. Erst 1958 erhält die Mennonitengemeinde die Liegenschaft zurück.
Im Zuge der ersten rheinland-pfälzischen Verwaltungsreform wechselte Bolanden 1969 in den neu gebildeten Donnersbergkreis; drei Jahre später wurde die Gemeinde in die ebenfalls neu entstandene Verbandsgemeinde Kirchheimbolanden eingegliedert.
Von 1993 bis 1995 wurde die ehemalige amerikanische Wohnsiedlung mit insgesamt 6 Mehrfamilienhäusern im Rahmen einer Konversion aufwändig saniert und zu Eigentumswohnungen umgewandelt (Wohnpark Weierhof). Dadurch steigt die Einwohnerzahl des Ortes binnen kürzester Zeit von rund 200 auf über 800 an.

## Religion
Der Weierhof wird geprägt von der mennonitischen Gemeinde.
Die Protestanten gehören zur Evangelischen Kirche der Pfalz und die Katholiken zum Bistum Speyer, sie sind nach Kirchheimbolanden eingepfarrt.

## Kultur und Sehenswürdigkeiten

### Bauwerke

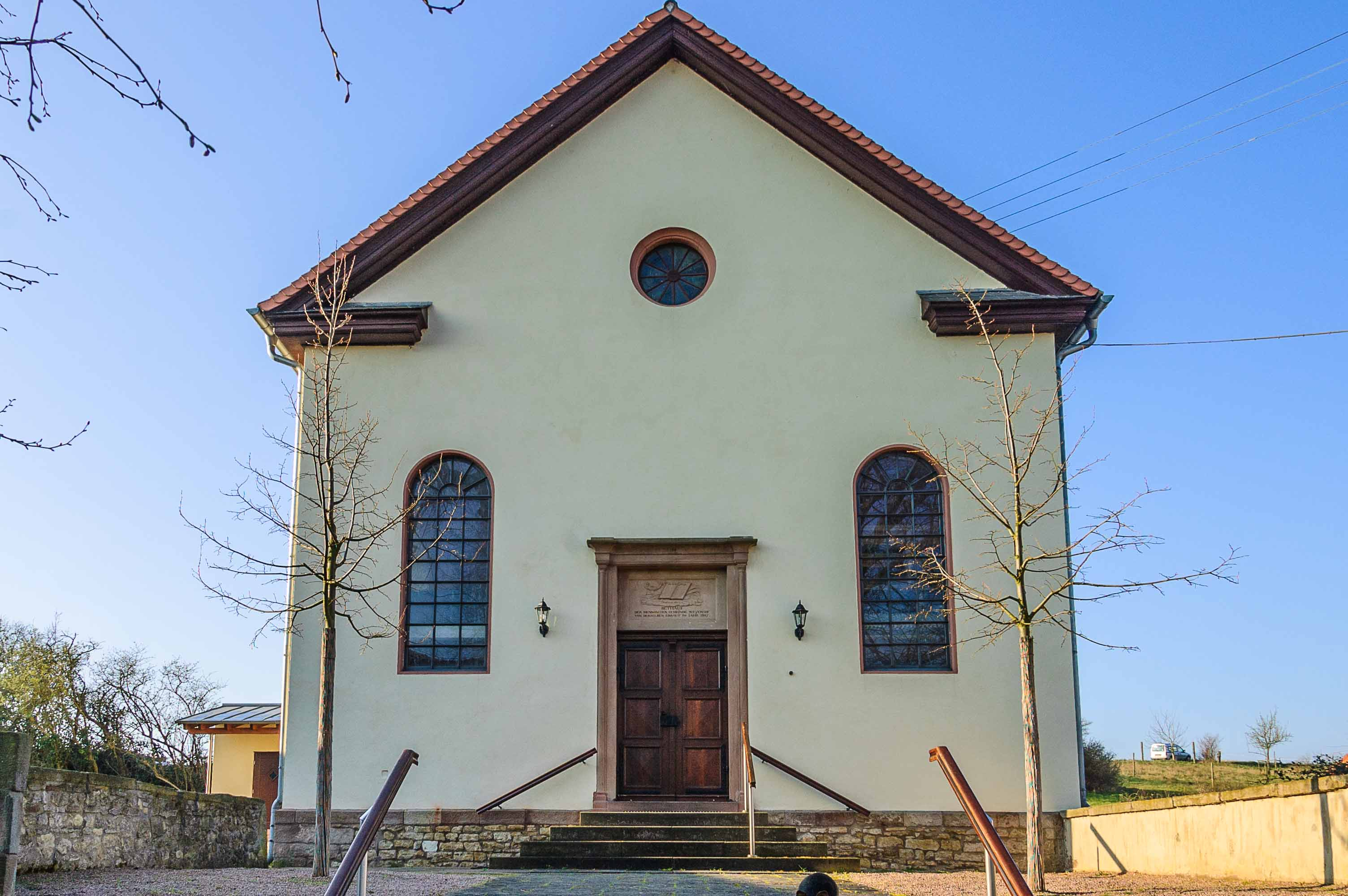
Mennonitenkirche

Das Gymnasium und der Ortskern sind als Denkmalzonen ausgewiesen. Des Weiteren stehen fünf Einzelobjekte unter Denkmalschutz, darunter die Mennonitenkirche Weierhof. Der schlichte Satteldachbau wurde 1837 von Jacob Krehbiel erbaut.

### Kultur
Vor Ort befindet sich mit dem Blauen Haus ist eine regional bekannter Veranstaltungsort für kulturelle Events. Das Gebäude befindet sich im Besitz der Sparkasse Donnersberg und wird von einem Verein betrieben.

## Wirtschaft und Infrastruktur

### Verkehr
Östlich des Ortes verläuft die heute als Landesstraße 401 bezeichnete Kaiserstraße. Die Kreisstraße 53 führt nach Bolanden. 
Die Bushaltestelle Weierhof wird von Bussen des Verkehrsverbunds Rhein-Neckar bedient. Die Regiolinie 920 fährt stündlich von Kirchheimbolanden nach Eisenberg. Im Schulverkehr halten hier mehrere Linien, die ins gesamte restliche Kreisgebiet verkehren. In Kirchheimbolanden ist ein Bahnhof der Donnersbergbahn, in Marnheim an der Zellertalbahn. 

### Einrichtungen
Vor Ort befinden sich die Mennonitenkirche, neben den Überresten eines alten, Lehr genannten Vorgängerbaus, ein mennonitischer Friedhof, die Mennonitische Forschungsstelle, sowie das Gymnasium Weierhof.
Am westlichen Ortsrand betreibt die Gemeinde eine Kindertagesstätte. Die zuständige Grundschule befindet sich in Bolanden.

## Persönlichkeiten
- Horst Gerlach (1929–2018), Gymnasiallehrer und Schriftsteller, Prediger und Historiker der Mennoniten